# Behgjet Pacolli
Behgjet Isa Pacolli (Pristina, 30 de agosto de 1951) é um político do Kosovo que serviu como o terceiro Presidente de seu país.

## Carreira
Formado em economia e negócios, deixou o Kosovo em 1973 para trabalhar na Áustria, na Alemanha e na Suíça. Logo depois, imigrou para a União Soviética. Fundador da empresa de construção Mabetex, após o fim da URSS, obteve importantes contratos em repúblicas ex-soviéticas, entre estas a renovação da Casa Branca, em Moscovo, na Rússia. Em 1999, ele foi acusado de lavagem de dinheiro sob o Russiagate, após a descoberta de que alguns dos cartões de crédito de sua empresa, Mabetex, foram usados pela família do então presidente russo Boris Iéltsin. Entretanto, pela falta de provas, foi absolvido. Em 2006 esteve envolvido nas negociações para a libertação de Gabriele Torsello, fotógrafo seqüestrado no Afeganistão.
Fundador do partido Nova Aliança no Kosovo, que ganhou oito assentos nas eleições realizadas em Dezembro de 2010, foi eleito o 3º Presidente da República do Kosovo, em 22 de fevereiro de 2011, sucedendo Fatmir Sejdiu, que renunciou no ano anterior. É naturalizado suíço.